# モーグル・スラッシュ
モーグル・スラッシュ（Mogul Thrash）は、1970年代初頭にイギリスで活躍したプログレッシブ・ロック・バンドである。

## 略歴
英国のジャズ・ロック・バンドのモーグル・スラッシュは、ジェイムス・リザーランドのブラザーフッドから発展した。そのバンドには、ギタリストのリザーランド（1969年創設時にメンバーであったコロシアムを脱退）に加えて、ギタリスト/管楽器奏者のマイケル・ローゼン（児童向け詩人/作家ではない。以前はEclectionに在籍）、ドラマーのビル・ハリソン、「ダンディ・ホーンズ」と呼ばれたサックス奏者のロジャー・ボールとマルコム・ダンカンが在籍した。短命だったロンドンのバンド「Splinter」（サウス・シールズのボーカル・デュオではない）に在籍した、シンガーにしてベーシストであるジョン・ウェットンを加えて、グループはモーグル・スラッシュへと改名した。
「土曜の夜に誰もが見ていた『マイケル・マイルズ・ショー』と呼ばれるテレビ番組があってね。その中に『Yes No Interlude』と呼ばれるゲームがあって、それはとても素早い質問に出場者がYesやNoを使わないで答えなければならなかったんだ。もし使ってしまったら、隣に立っている男がゴングを鳴らし、出場者は退場しなければならないというわけ。亡くなった偉大なスパイク・ミリガンは彼自身のショー番組を持っていて、それは陽気で、バンドは必ずそれを毎週のように観ていたんだ。涙を流しながら大笑いしたりしてね。ミリガンは、付けっ鼻で『マイケル・マイルズ・ショー』のスケッチをしていて、彼のことをモーグル・スラッシュと呼んだんだ」—ジェイムス・リザーランド、http://www.psychedelicbabymag.com/2012/11/colosseum-mogul-thrash-interview-with.html
1970年にシングル「Sleeping in the Kitchen」でデビュー。翌年、彼らのセルフタイトルのアルバムがRCAレコードから登場し、母国ではほとんど気付かれないままヨーロッパの多くの地域で好評を得た。しかし、経営陣の法的問題に直面して、モーグル・スラッシュはレコードのリリース後すぐに解散を余儀なくされた。ウェットンはファミリーに加入し、その後はキング・クリムゾン、エイジアで活躍、ダンカンとボールはアヴェレイジ・ホワイト・バンドで再会した。
モーグル・スラッシュは、ブライアン・オーガーがプロデュースした1枚のアルバム『モーグル・スラッシュ』（1971年）をリリースしている。
このグループは、Half Man Half Biscuitのアルバム『ACD』収録曲「The Best Things in Life」でも言及された。

## ディスコグラフィ

### スタジオ・アルバム
- 『モーグル・スラッシュ』 - Mogul Thrash (1971年) ※旧邦題『炸裂！モーグル・スラッシュ』

### シングル
- "Sleeping in the Kitchen" / "St. Peter" (1970年)